# برج کج پیزا
برج کج پیزا (به ایتالیایی: Torre pendente di Pisa) در شهر پیزا در ناحیهٔ توسکانی ایتالیا با اینکه تنها برج کج جهان نیست، ولی از شناخته‌شده‌ترین آنها است. این برج ۵۶٫۷۰ متر بلندی و ۱۴۵۰۰ تن جرم دارد. این برج، نشان اصلی شهر پیزا است و در ۱۹۸۷ نیز در فهرست میراث جهانی یونسکو ثبت شد.

## تاریخ

### علت ساخت
در سدهٔ ۱۲ (میلادی) مردم شهر پیزا تصمیم گرفتند کلیسای آنها برجی داشته باشد که برج سینت مارک را تحت تأثیر قرار دهد. گفته می‌شود در آن دوره، ثروتمندان ایتالیا و طبقهٔ اشراف برای رقابت با یکدیگر، سرشناس‌ترین هنرمندان و معماران را مأمور ساختن شاهکارهای معماری می‌کردند.

### آغاز ساخت
ساخت این برج در ۹ اوت ۱۱۷۳ آغاز شد. پس از آن که پایه‌های بنا حفر شدند معماری کارآزموده به نام دیوتیسالوی که مسئول ساختمان این برج بود نخستین سنگ آن را بنا نهاد. اما چند سال پس از آغاز ساخت آن، هنگامی که تنها سه طبقه پایینی آن به پایان رسیده بود و پیش از آنکه بلندی برج به ۱۲ متر برسد خمیدگی برج به سوی جنوب‌شرقی نشان داده شده بود. پس از آن ساخت این برج به مدت ۱ قرن متوقف شد. 

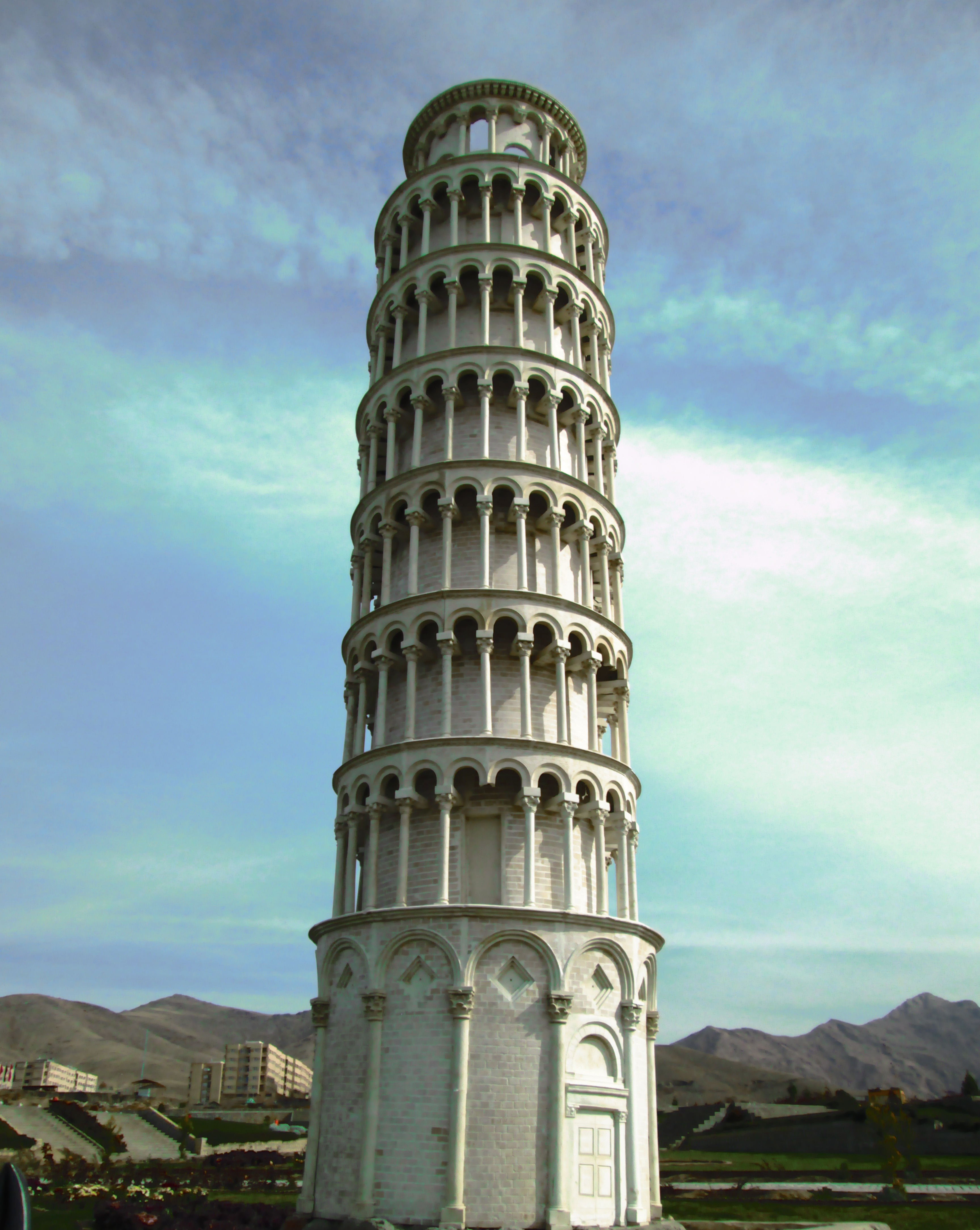
تندیس برج پیزا در مجموعهٔ جهان‌نما ملایر ایران

### ادامه ساخت
در سال ۱۲۳۵ از معمار دیگری به نام بونانو پیزانو خواسته شد تا ساختمان برج را به پایان برساند. او چهارمین سقف بنا را به پایان رساند و آن را نیمه تمام گذارد و چهار طبقهٔ بعدی آن با همان تمایل به خمیدگی به پایان رسیدند. سپس معمار دیگری، رشته کار را بدست گرفت و طبقات پنجم و ششم را تمام کرد. اما پایهٔ اصلی همچنان منحرف می‌شد. مهندسین آن زمان برای آنکه بتوانند کجی برج را درست کنند یک طرف از طبقات آن را از طرف دیگر بلندتر ساختند اما برج به طرف دیگر خم شد. در سال ۱۲۸۴ (میلادی) ساخت برج دوباره متوقف شد.
در سال ۱۳۱۹ (میلادی) معماری به نام جووانی پیزانو طبقهٔ هفتم آن را کامل کرد و ساختمان آخرین بالکن را به پایان رساند و ناقوسهای برج را نزدیک مرکز جرم سازه نصب کرد.
در سال ۱۳۵۰ (میلادی) پس از ۱۷۶ سال، ساختمان برج به بلندی ۵۵ متر با تعداد ۷ ناقوس در بالای آن با وزن بیش از ۲۹ تن، پایان یافت. از آن زمان تا نزدیک ۷۵۰ سال بعد، بر انحراف این برج افزوده شده و تا ۲/۴ متر از خط اصلی خود انحراف پیدا کرد. ۳۰ سانتیمتر این کجی، مربوط به ۱۰۰ سال اخیر است. این برج هر سال ۲٫۵ سانتیمتر به سمت زمین کج می‌شد و گفته می‌شد که احتمالاً تا دههٔ ۲۰۸۰ (میلادی) سقوط خواهد کرد.
انفجار بیش از هزار بمب در جنگ جهانی دوم در این شهر و رویداد نزدیک ۱۰۰ زمین‌لرزهٔ کوچک و بزرگ در این منطقه، نتوانسته‌است برج کج را به زمین بیندازد و این برج هنوز هم به خمیدگی خود ادامه می‌دهد.

### بازدید
از ۷ ژانویهٔ ۱۹۹۰ به دلیل افزایش خطر ریزش، از بازدید گردشگران از برج پیزا جلوگیری شد؛ زیرا در آن سال، برج پیزا بیش از پیش منحرف شده و به ۴/۵ متر و ۵/۵ درجه رسید. پس از ۱۲ سال و کمی راست‌سازی برج از ۱۵ دسامبر ۲۰۰۱ بار دیگر دیدار از این برج آزاد شد.

## معماری
این برج ۵۵ متر بلندی و هفت ناقوس دارد که به علت خطر ریزش آن، ناقوس‌های آن به صدا درنمی‌آمدند. در آن ۳۰۰ پله نصب شده‌است.
در سال ۱۳۷۲ (میلادی) شخصی به نام توماس آندره پیزانو المان‌هایی به سبک رومی را برای این برج طراحی کرد از جمله هفت ناقوس که هر کدام از آنها گویای یک نت موسیقی هستند. نام و وزن هر کدام از ناقوس‌ها به شرح زیر است:
- زنگ یکم: L’assuna با وزن ۳۶۲۰ کیلوگرم
- زنگ دوم: Crocifisso با وزن ۲۴۶۲ کیلوگرم
- زنگ سوم: san ranieri با وزن ۱۴۴۸ کیلوگرم
- زنگ چهارم: La Terza با وزن ۳۰۰ کیلوگرم
- زنگ پنجم: La Pasquereccia یا La Giustizia (از عید پاک می‌آید؛ زیرا در عید پاک از آن استفاده می‌کردند) با وزن ۱۰۱۴ کیلوگرم
- زنگ ششم: Vespruccio با وزن ۱۰۰۰ کیلوگرم
- زنگ هفتم: Dal Pozzo با وزن ۶۵۲ کیلوگرم (در اواخر سدهٔ ۱۸ (میلادی) زنگ تازه‌ای را بجای این زنگ شکسته، قرار دادند)

## کج‌شدگی

### علت
ستبرای پایه‌های برج در حدود ۵ متر است که روی ماسه، کار گذاشته شده‌اند. کارشناسان می‌گویند علت اصلی انحراف برج مربوط به خاک ماسه‌ای اسفنجی زیر آن است. این منطقه از شن، خاک، و رس آبرفتی حاوی ۶۰ درصد آب تشکیل شده و در حقیقت بنای برج روی یک زمین باتلاقی ساخته شده‌است.

### چگونگی
این برج با زاویهٔ ۶٫۳ درجه نسبت به زاویهٔ قائم توانسته قدرت جرمی خود را در مقابل نیروی گرانش مرکزی حفظ کند. در صورتی که معمار ها می‌توانستند این وضعیت را حفظ کنند این برج با توجه به زمین ماسه‌ای که بر روی آن قرار داشت می‌توانست تا زاویهٔ ۶٫۸ درجه نیز کج شود. اما به دلیل نصب یک لوستر تمام فلزی ۱٫۲ تنی این موضوع تا حد زیادی تحت‌الشعاع قرار گرفت.

### راست‌شدگی
بین سال‌های ۱۹۹۳ تا ۲۰۰۱ یک گروه کارشناسان بین‌المللی با رهبری میشل جامیول کوفسکی (از لهستان) کارهایی برای ثابت‌نگه داشتن این برج انجام دادند. این کار با خاکبرداری از طرف دیگر برج و نصب پایه‌های فولادی انجام شد. در سال ۲۰۰۱ با هزینهٔ ۲۰۰ میلیون پوند استرلینگ ۴۵ سانتیمتر از انحراف برج کم شد. در نوامبر ۲۰۱۸ گروه ناظر بر راست‌نگه‌داشتن این برج اعلام کردند که از هنگام عملیات راست‌سازی، کجی برج پیزا کم شده و تقریباً به ثبات رسیده‌است.

## افسانهٔ گالیله
بر پایهٔ یک افسانه گالیلئو گالیله که خود نیز یک پیزایی بود، آزمایش‌هایش در مورد سقوط آزاد را در طبقات بالای این برج انجام داده‌است.
برپایهٔ گفته‌های ناموثق منشی گالیله وینچنزو ویویانی در ۱۷۷۷ (میلادی)، او ۲ گلوله با جرم‌های متفاوت را از بالای این برج به‌طور همزمان رها کرد تا این نظریه که سرعت سقوط اجسام از جرمشان مستقل است را ثابت کند.

## نگارخانه

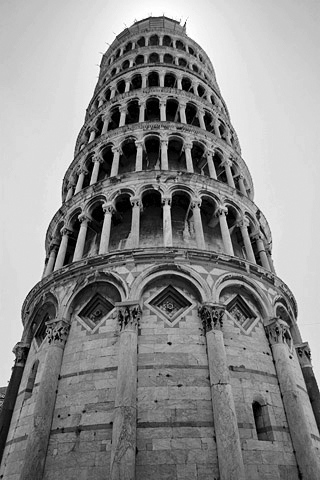
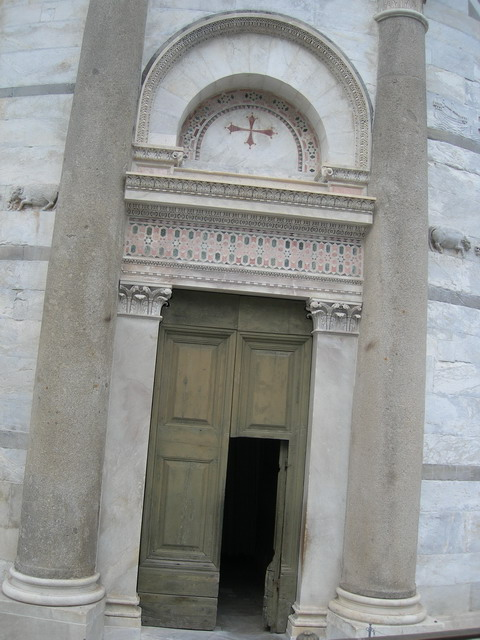
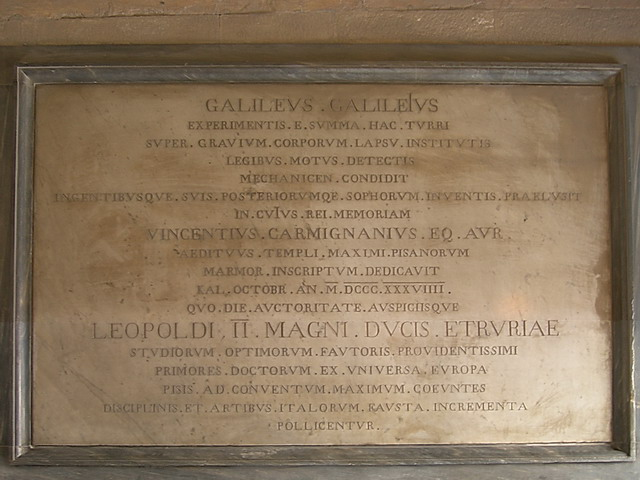
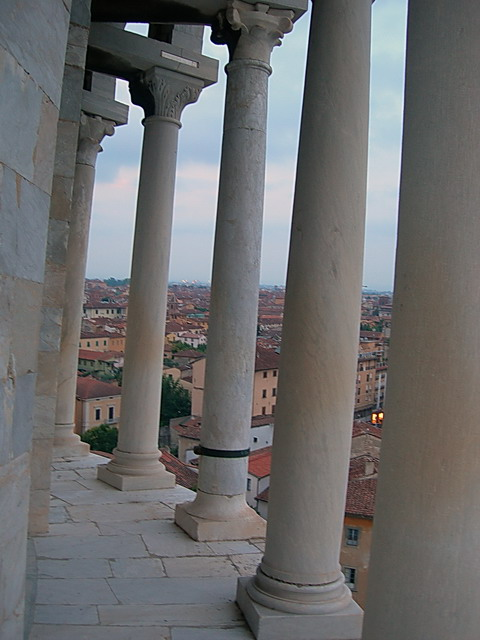
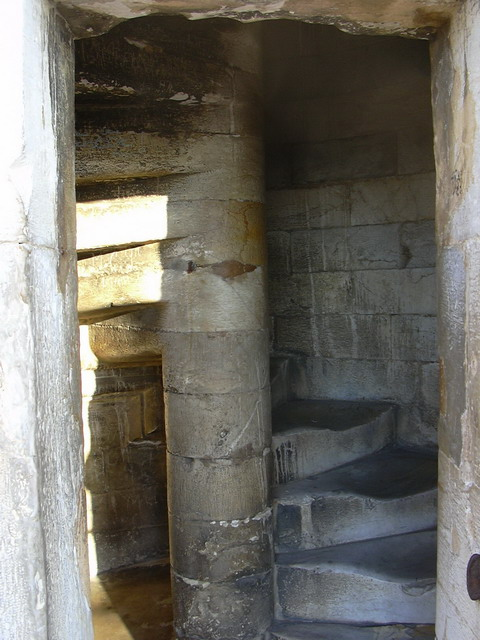
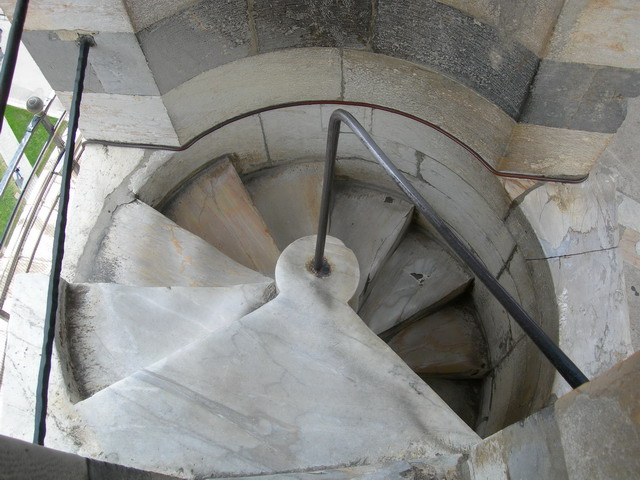
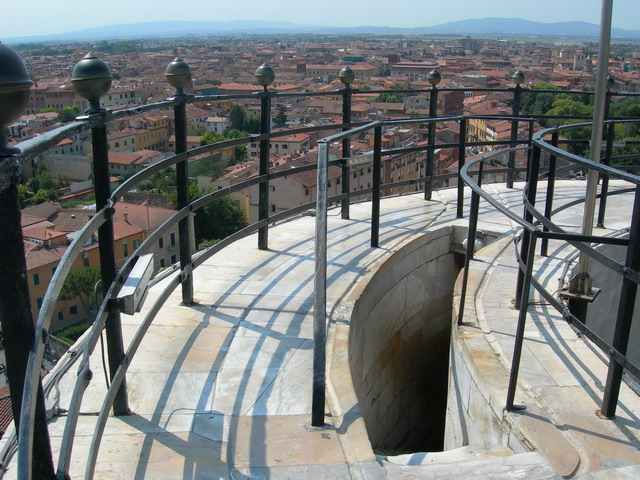
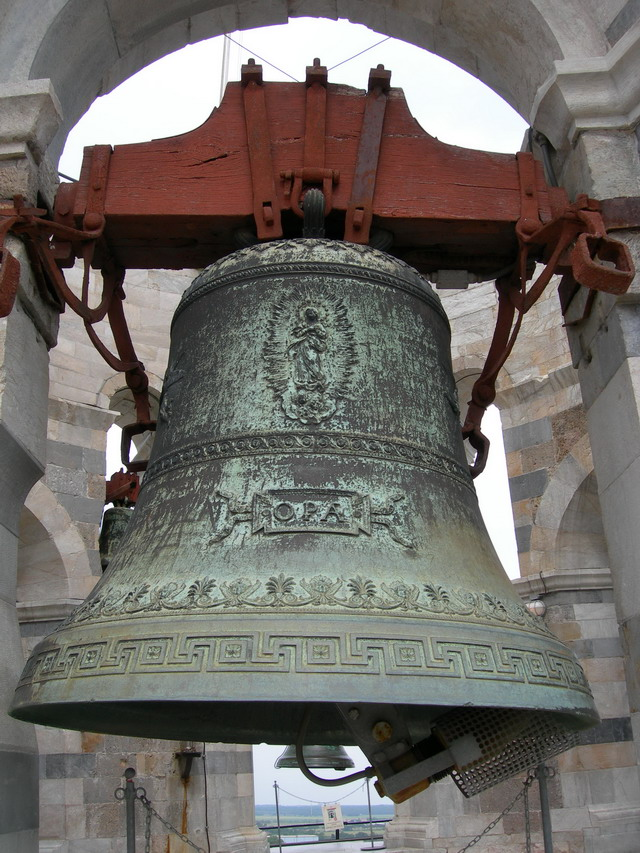
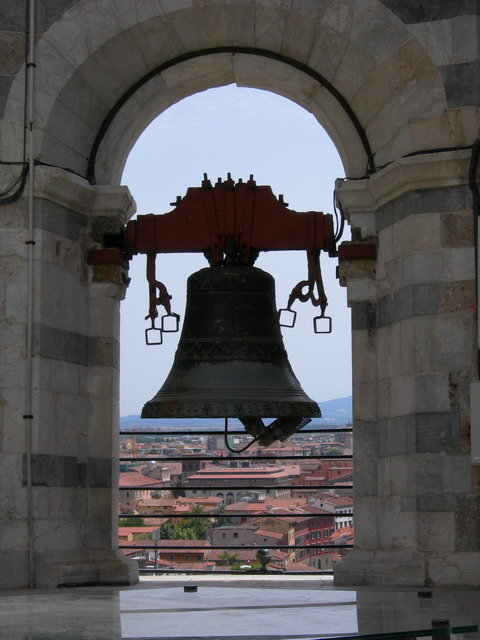